# 南桑威奇群島

南桑威奇群島，由北到南：扎沃多夫斯基島、列斯科夫島、維索科伊島、坎德爾默斯島、溫德凱申島、桑德斯島、蒙塔古島、布里斯托爾島、別林斯高晉島、庫克島、圖勒島

南桑威奇群島在南大西洋的位置

南桑威奇群島是大西洋的群島，由11個火山島組成，行政方面隸屬於英國海外領土南乔治亚和南桑威奇群岛。群島由玄武岩和安山岩組成，面積310平方公里，島上無人居住。

## 歷史
庫克船長於1775年發現了南桑威奇群島南部的八個島嶼，北部的三個島嶼是別林斯高晉於1819年發現的。阿根廷於1938年聲稱擁有南桑威奇群島，並多次挑戰英國在該群島的主權。

## 地理
南美洲板块移動時會隱沒在南桑威奇板块之下，而這般板塊運動造就了南桑威奇群島。
南桑威奇群島的北端是特拉韋賽群島和坎德爾默斯群島，而最南端則是南圖勒群島。中間則是三座較大的島嶼桑德斯島、蒙塔古島和布里斯托爾島。群島的最高點是蒙塔古島上的貝林達山（1,370米）。桑德斯島上的第四高峰邁克爾山（990米）有一個持續存在的熔岩湖，為目前世界上8個長期存在的熔岩湖之一。
南桑威奇群島無人居住，但1976年至1982年間在圖勒島設立了一個永久有人值守的阿根廷研究站。自動氣象站位於圖勒島和扎沃多夫斯基島。扎沃多夫斯基島的西北部是保護淺灘，一座海底火山。